# Blagnac Football Club
Actualités
Le Blagnac Football Club, est un club de football français fondé en 1962. Ses équipes évoluent sur les terrains des complexes Andromède et Barradels, à Blagnac.
Le club est actuellement présidé par Patrick Marjoux depuis mai 2022. Il a succédé à Gilbert Grenier après une décennie de présidence.
L'équipe première évolue actuellement en National 3 après sa promotion de Régional 1 à la fin de la saison 2022/2023.
L’équipe fanion est entraînée depuis juillet 2022 par Fabrice Dubois.
Les séniors féminines évoluent en Régional 1.

## Historique
Le Blagnac Football Club quitte le niveau régional pour participer aux championnats nationaux en 1988, après avoir été champion de Division Honneur à l'issue de la saison 1987/88. Depuis lors, le BFC s'est toujours maintenu au niveau national : D4 puis D3 puis National 2 et maintenant CFA2 après la réforme des compétitions.
À l'issue de la saison 2011/2012, le BFC termine 16e de la poule F de CFA2 et retrouve le niveau régional pour deux saisons. À l'issue de la saison 2013/2014, il termine champion de Division Honneur Midi-Pyrénées et retrouve le niveau CFA2, le club est relégué en 2016 en Division d’Honneur, puis remonte en National 3 lors de la saison 2017/2018 avant une descente en R1 à l’issue de la saison 2021-2022 puis une remontée en 2022-2023.
Les joueurs blagnacais sont habituellement appelés "Caouecs", nom qui désigne les personnes ayant grandi ou habitant à Blagnac.

## Palmarès
- Vice-champion de France Division 4 : 1990
- Champion DH Midi-Pyrénées : 1988, 2014 et 2017
- Champion R1 Occitanie : 2023
- Coupe de Midi-Pyrénées : 1981

- Trente-deuxièmes de finale de Coupe de France en 1999 (défaite contre le Havre AC), en 2009 (AS Monaco) et 2017 (Chamois niortais).

## Identité du club

### Logos

Logo avant 2010.
Logo de 2010 à 2018.
Logo depuis 2018.

## Entraîneurs
- 2005-2008 :  Jean-Louis Faure
- 2007-2009 :  Benoît Tihy
- 2016-2019 :  Wilfried Niflore
- 2019-2022 :  Alain Bénédet
- 2022 :  Fabrice Dubois